# Persoonia nutans
Persoonia nutans (лат.) — кустарник, вид рода Персоония (Persoonia) семейства Протейные (Proteaceae), эндемик штата Новый Южный Уэльс в Австралии. Прямостоячий и раскидистый каст с линейными листьями и жёлтыми цветками на поникших цветоножках.

## Ботаническое описание

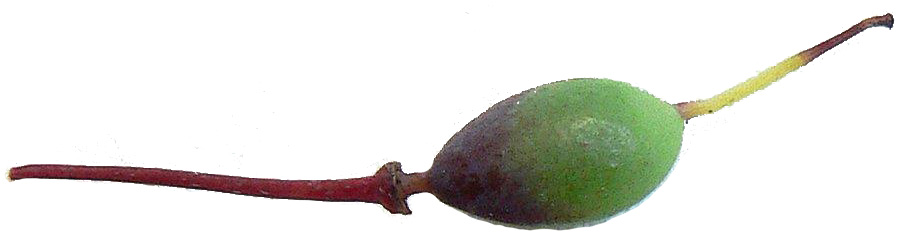
Незрелый плод-костянка

Persoonia nutans — прямостоячий или раскидистый кустарник высотой 0,5–1,5 м с гладкой корой и молодыми веточками, опушёнными сероватыми волосками. Листья расположены попеременно, линейно, длиной 10–45 мм и шириной 1,0–1,8 мм с загнутыми вниз краями. Цветки расположены в пазухах листьев или на концах ветвей группами до сорока на цветоносном побеге длиной до 250 мм, которая после цветения перерастает в листовой побег, каждый цветок на поникшей цветоножке 7–12 мм в длину с листом у основания. Листочки околоцветника жёлтые, 8,5–11 мм в длину и гладкие. Цветение в основном происходит с ноября по апрель, и плод представляет собой зелёную костянку с пурпурными отметинами.

## Таксономия
Впервые вид был официально описан в 1810 году Робертом Брауном в Transactions of the Linnean Society of London. Броун собрал свои образцы около Порт-Джексона, а также около Ричмонда и реки Непин. В 1991 году австралийские ботаники Питер Уэстон и Лоренс Джонсон  назвали образцы из Ричмонда лектотипом вида.

## Распространение и местообитание

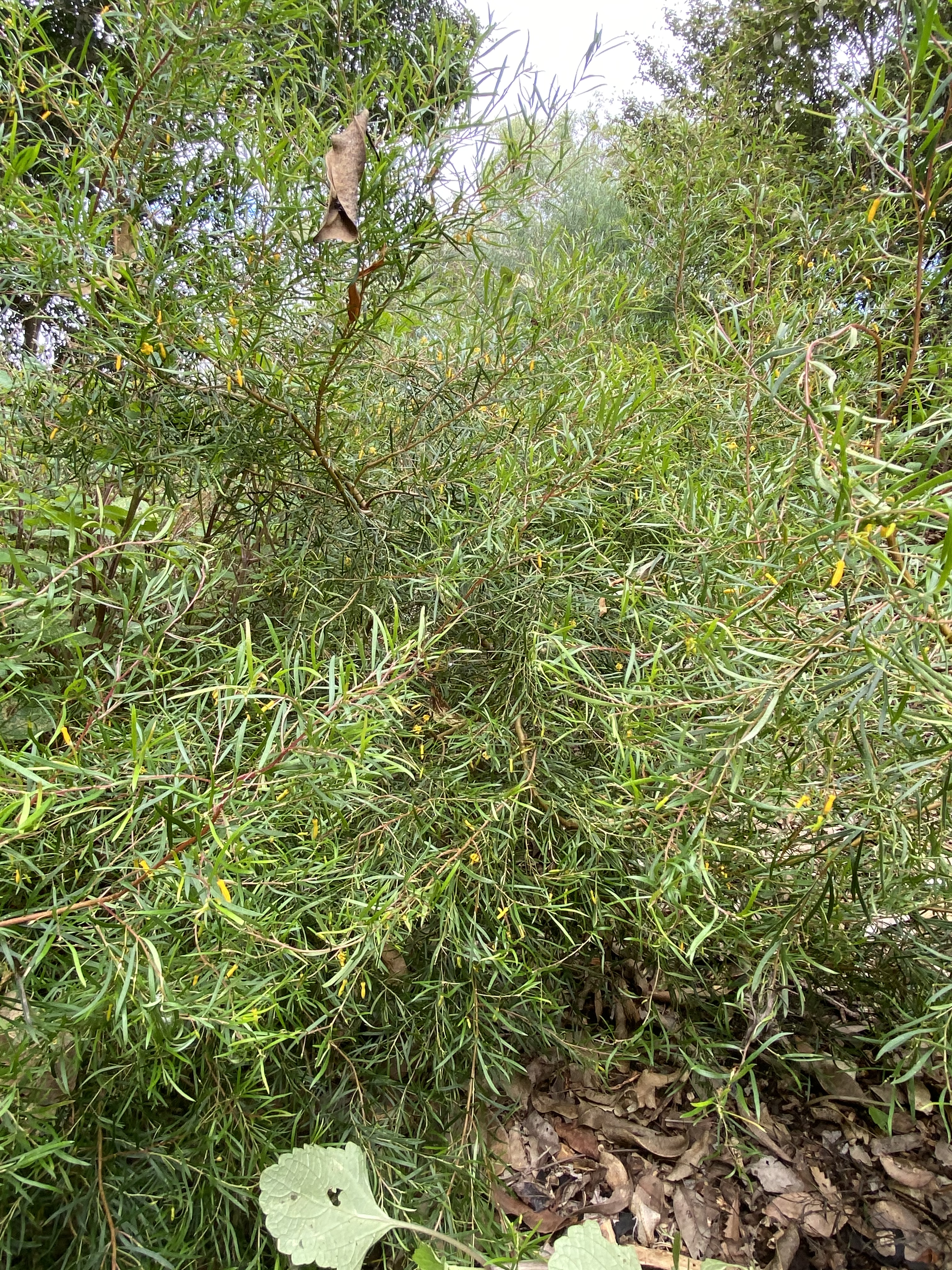
Persoonia nutans в Австралийском ботаническом саду

Persoonia nutans — эндемик восточных штатов Австралии. Растёт в редколесье и лесах на равнине Камберленд между Сиднеем и Голубыми горами, а также между Ричмондом на севере и Маккуори-Филдс на юге.

## Охранный статус
Вид внесён в список «находящихся под угрозой исчезновения» в соответствии с Законом правительства Австралии об охране окружающей среды и сохранении биоразнообразия 1999 года и Законом правительства Нового Южного Уэльса о сохранении видов, находящихся под угрозой исчезновения, 1995 года, и был подготовлен план восстановления. Основными угрозами для этого вида считаются потеря среды обитания из-за расчистки земель, несоответствующих пожарных режимов, деградации среды обитания и захоронения мусора.